# Gabriel Cardona
Gabriel Cardona Escanero (Villacarlos, Menorca, 14 de enero de 1938-Barcelona, 5 de enero de 2011) fue un militar, escritor e historiador español.

## Biografía
Procedente de una familia de militares, aparte de la carrera de las armas se licenció y doctoró en Historia por la Universidad de Barcelona, con una tesis sobre «El poder militar en la Segunda República Española» (1979).
Opuesto al franquismo, en la década de 1970 fue uno de los capitanes participantes en la reunión fundacional de la Unión Militar Democrática. Con el grado de comandante de Infantería, abandonó voluntariamente el Ejército tras el intento de golpe de Estado del 23-F para dedicarse a la enseñanza de historia en la Universidad de Barcelona, colaborando también con diversas universidades norteamericanas.
Fue un escritor prolífico: autor de numerosos libros y multitud de artículos en medios de comunicación, opuesto sistemáticamente a las tesis autoritarias imperantes en el Ejército, y persona muy crítica con los aún hoy responsables militares en la reserva.

## Obra
- Historia del Ejército (1981).
- El poder militar en la España contemporánea hasta la guerra civil (Madrid, Siglo XXI editores, 1983).
- Weyler, nuestro hombre en La Habana (coautor) (1988).
- El problema militar en España (1990).
- Franco y sus generales (2001).
- El gigante descalzo (2003).
- Alfonso XIII (coautor) (2003).
- Franco no estudió en West Point (novela) (2003).
- Aunque me tires el puente  (junto a Juan Carlos Losada) (2004).
- Los Milans del Bosch, una familia de armas tomar (2005).
- La guerra civil (2005).
- Historia militar de una guerra civil (2006).
- La República y la guerra civil (coautor) (2006).
- A golpes de sable (2008)
- El poder militar en el franquismo (2008).
- Los años del NODO (junto a Rafael Abella) (2008).
- Atles de la Guerra Civil a Barcelona (Dir.) (2009) (en catalán).
- Los Gasset (2009).
- La invasión de las suecas (coautor) (2009).
- Alfonso XIII, el rey de espadas (2010).
- Cuando nos reíamos de miedo (2010).